# سفارة رومانيا في روسيا
سفارة رومانيا في روسيا هي أرفع تمثيل دبلوماسي لدولة رومانيا لدى روسيا. تقع السفارة في موسكو وهي تهدف لتعزيز المصالح الرومانية في روسيا.

## وصلات خارجية
- قائمة سفارات رومانيا
- قائمة السفارات في روسيا